# Piotr Won Si-jang
Piotr Won Si-jang (kor. 원시장 베드로; ur. 1732 w Eungjeong-ri, Hongju w ówczesnej prowincji Chungcheong w Korei; zm. 28 stycznia 1793 w Jeonju) – koreański męczennik, błogosławiony Kościoła katolickiego.
Won Si-jang był ojcem kilkorga dzieci. Pomiędzy 1788 a 1789 rokiem razem ze swoim kuzynem Won Si-bo zetknęli się z religią katolicką. W celu studiowania katechizmu Won Si-jang postanowił opuścić dom na rok. Po powrocie zaczął nauczać krewnych i znajomych katechizmu, chociaż sam jeszcze nie przyjął chrztu. Ponadto swój majątek rozdał ubogim.
W 1791 roku, po rozpoczęciu prześladowań katolików w Korei, został aresztowany (jego kuzynowi Won Si-bo udało się uciec). Namowami i torturami próbowano zmusić go do wyrzeczenia się wiary. Próby te jednak nie przyniosły efektu. Dopiero w więzieniu Won Si-jang został ochrzczony przez pewnego katolika, który przyszedł do niego w odwiedziny.
Piotr Won Si-jang oddał życie za wiarę 28 stycznia 1793 roku. Jego kuzyn Jakub Won Si-bo został męczennikiem w 1799 roku.
Piotra Won Si-jang razem z kuzynem Jakubem Won Si-bo beatyfikował papież Franciszek 16 sierpnia 2014 roku w grupie 124 męczenników koreańskich.
Wspominany jest 31 maja z grupą 124 męczenników koreańskich.